# لگاو
لگاو (به آلمانی: Legau) یک شهر در آلمان است که در اونترالگوی واقع شده‌است. لگاو ۳٬۰۸۷ نفر جمعیت دارد.